# Kodeks 0200
Kodeks 0200 (Gregory-Aland no. 0200) – grecko-koptyjski kodeks uncjalny Nowego Testamentu na pergaminie, paleograficznie datowany na VII wiek. Do naszych czasów zachował się fragment jednej karty kodeksu. Przechowywany jest w Londynie.

## Opis
Do dziś zachował się fragment jednej karty kodeksu, z tekstem Ewangelii Mateusza 11,20-21. Rekonstrukcja oryginalnej karty kodeksu wykazała, że miała ona rozmiar 16,5 na 7 cm.
Tekst pisany jest dwoma kolumnami na stronę, w 17 linijkach w kolumnie (według rekonstrukcji).

## Tekst
Fragment reprezentuje mieszaną tradycję tekstualną. Kurt Aland zaklasyfikował go do kategorii III.

## Historia
Na listę rękopisów Nowego Testamentu wciągnął go Ernst von Dobschütz, oznaczając go przy pomocy siglum 0200.
INTF datuje rękopis na VII wiek.
Rękopis przechowywany jest w British Library (Pap. 2077 C) w Londynie.